# Bojangles (restaurant)
Bojangles’ est une chaîne de restauration rapide en franchise basée à Charlotte en Caroline du Nord (États-Unis), spécialisée dans le poulet grillé et dans la cuisine cadienne. L'enseigne, nommée ainsi en référence à une chanson écrite par Jerry Jeff Walker, est également célèbre pour ses scones (petits pains sucrés) au babeurre, ses haricots pinto et ses frites taillées grossièrement et assaisonnées à la mode cadienne. Bojangles' sert également différents hamburgers ainsi qu'une recette de poulet typique du sud des États-Unis, mais concentre davantage ses efforts promotionnels sur ses plats exotiques.

## Histoire
Bojangles' naît en 1977 à Charlotte en Caroline du Nord de la collaboration de deux amis restaurateurs, Jack Fulk (1932-2011) et Richard Thomas. Rapidement, l'affaire gagne en notoriété et Fulk vend ses quelque 50 points de vente en 1981 à la défunte société new-yorkaise Horn & Hardart. Cette dernière, pionnière dans le domaine des fast-foods à distributeurs automatiques (automat en américain), débloque de nombreux fonds pour l'expansion de la chaîne, ayant même recourt à des junk bonds à hauts risques. Michael Milken, le pionnier de ce type de paiement, devient franchisé de Bojangles' au Texas. Mais la compagnie à beau enchaîner les succès (introduction des fast-foods Arby's et Burger King à New York et dans le sud de la Floride, acquisition de la chaîne International Kings Table...), une grande partie de la direction, et notamment le CEO de l'époque Barry Florescue, est discréditée à la suite d'importantes pertes financières.
C'est cependant durant cette période que Bojangles' prendra son véritable essor, s'implantant un peu partout sur le territoire avec plus de 335 restaurants dont 157 en franchise. Cela en fait la quatrième plus grande chaîne de restauration rapide de poulet après KFC, Church's Chicken et Popeyes. Bojangles' profite alors de son important développement pour acquérir la chaîne de restaurants Biskits, mais la reconversion de quelque 35 Biskits en Bojangles fut un échec cuisant et ceci ne fit qu'augmenter les dettes de la société, ainsi que celles du groupe Horn & Hardart. Les conséquences ne tardent pas à s'en faire ressentir et la chaîne est contrainte de vendre ses 100 unités en Floride. Le litige apparaissant entre les franchisés et le reste de la compagnie ne fait qu'aggraver la situation, si bien qu'entre 1985 et 1990, Bojangles' voit réduire son parc à seulement 152 points-de-vente. Un vaste programme de diversification de la carte permet à la chaîne une hausse sensible de son chiffre d'affaires, passant de 42,7 millions de dollars de pertes en 1986 à un bénéfice de 6,5 millions l'année suivante. Le nouveau président-directeur général John Bifone parvient à un arrangement entre les associations de franchisés et la direction, et finit par trouver un certain équilibre dans les finances du groupe. En 1988, la chaîne Carabo, Inc., l'un des principales franchisés de Bojangles' (environ 25 restaurants), propose le rachat de la totalité des restaurants, mais la maison mère refuse catégoriquement.
En septembre 1990, Horn & Hardart finit par vendre ses 152 unités (129 en franchises et 23 appartenant à la société) au jeune groupe d'investisseurs Sienna Holdings basé dans la Silicon Valley, pour la somme de 20 millions de dollars, préférant concentrer ses investissements sur sa société de livraison du courrier Hanover Cos. Le nouveau CEO, Richard Campbell, ancien directeur régional des ventes chez KFC, investit modestement dans de nouveaux équipements, restaurants ainsi que dans de nouvelles formations pour les employés. Il conduit l'enseigne vers un léger redressement, lent et stable, et ce durant toute la moitié des années 1990. Mais en 1994, Campbell lance un programme d'« assouplissement » des performances, afin de tout miser sur l'acquisition de  nouvelles unités. Le projet ne sera jamais porté à terme, tant l'échec fut cuisant. Campbell est remplacé par un nouvel investisseur, Jim Peterson, qui réussit lui aussi à améliorer les résultats durant plusieurs années. Il se sépare finalement de l'enseigne et la cède à l'actuel PDG et ancien cadre de chez Wendy's, Joe Drury, en 1998. Une politique intensive de marketing vit les recettes augmenter.
Jack Fulk est mort le 30 mars 2011.
Aujourd'hui, Bojangles' possède plus de 380 unités aux États-Unis (principalement dans les États de Caroline du Nord, Caroline du Sud, Floride, Virginie, Géorgie, Maryland, Arkansas, Alabama, New York et Pennsylvanie) ainsi que plusieurs au Mexique, en Chine, au Honduras et en Jamaïque.